# Annette Lies
Annette Lies (* 1979 in Herne) ist eine deutsche Autorin, Stewardess und ehemalige Werbetexterin.
Annette Lies lernte zunächst den Beruf der Werbekauffrau. Danach arbeitete sie als Werbetexterin und wurde Stewardess. 2011 begann sie mit dem Schreiben von Büchern. 2015 schloss sie neben ihrem Beruf ein Studium der Dramaturgie an der Hochschule für Fernsehen und Film München ab. Ihre Buchreihe Saftschubse wurde von Sat.1 unter dem Titel Love is in the air verfilmt.
Lies lebt in München.

## Bücher
- 2011: Saftschubse, Heyne Verlag
- 2012: Saftschubse – Neue Turbulenzen, Heyne Verlag
- 2013: Pottprinzessin, Heyne Verlag
- 2018: Drei aus dem Ruder, Heyne Verlag
- 2019: Frau Kita und Herr Vermieter, Mvg Verlag
- 2021: Nein ist meine Superkraft, Mvg Verlag